# Bonifaciuskerk (Medemblik)
De Bonifaciuskerk van Medemblik is een Nederlandse kerk uit 1404. Een voorganger van de kerk, waarvan de oudste vermelding uit 1118 dateert, was kort voordien in vlammen opgegaan. De kerkruïnes werden gebruikt bij de bouw van de nieuwe kerk. De kerk was oorspronkelijk gewijd aan Sint-Bonifacius, later ook aan Sint-Maarten. In 1572, na de reformatie, wordt de naam Bonifacius voor deze Protestante kerk gebruikt en wordt Sint-Maarten de hoofdpatroon van de Rooms-katholieke parochie in Medemblik.
Ondanks getroffen te zijn door twee branden (in 1517 en 1555) bleef de kerk voor een groot deel behouden. Tegenwoordig is de kerk in gebruik bij de Protestantse gemeente van Medemblik (PKN). De noordbeuk was onder de naam BON-theater in gebruik als theater. Jan Pieterszoon Sweelinck trouwde in deze kerk in 1590.

## Kerkgebouw
De oudste vermelding van de kerk van Medemblik komt uit de Domfabriek in Utrecht. Het betreft een rekening, geschreven in 1118. In 1350 begonnen ze met de bouw van de stevige, forse toren.
De tweede kerk werd voltooid in 1404, maar brandde af als gevolg van het optreden van Grote Pier bij het Tweede beleg van Medemblik in 1517. Een derde kerk werd voltooid in 1524. Deze brandde tijdens de Grote Brand van Medemblik in 1555 af. Nog in hetzelfde jaar werd een vierde kerk gebouwd. In de 17e eeuw had de kerk een dakruiter, mogelijk nog van voor de Reformatie. In de 18e eeuw werd de kerk verbouwd en in 1859 verkleind wegens bouwvalligheid, de dakruiter kwam hierbij te vervallen. Het orgel werd bij deze gelegenheid naar de torenmuur verplaatst aan de westzijde. Bij een grondige restauratie in 1993 werd het interieur teruggebracht naar de toestand zoals die in de 19e eeuw was. 
De kerk is een driebeukige hallenkerk bestaande uit twee brede beuken en een smalle zuidbeuk. De toren is het oudste deel, hij dateert uit 1404.

## Afmetingen

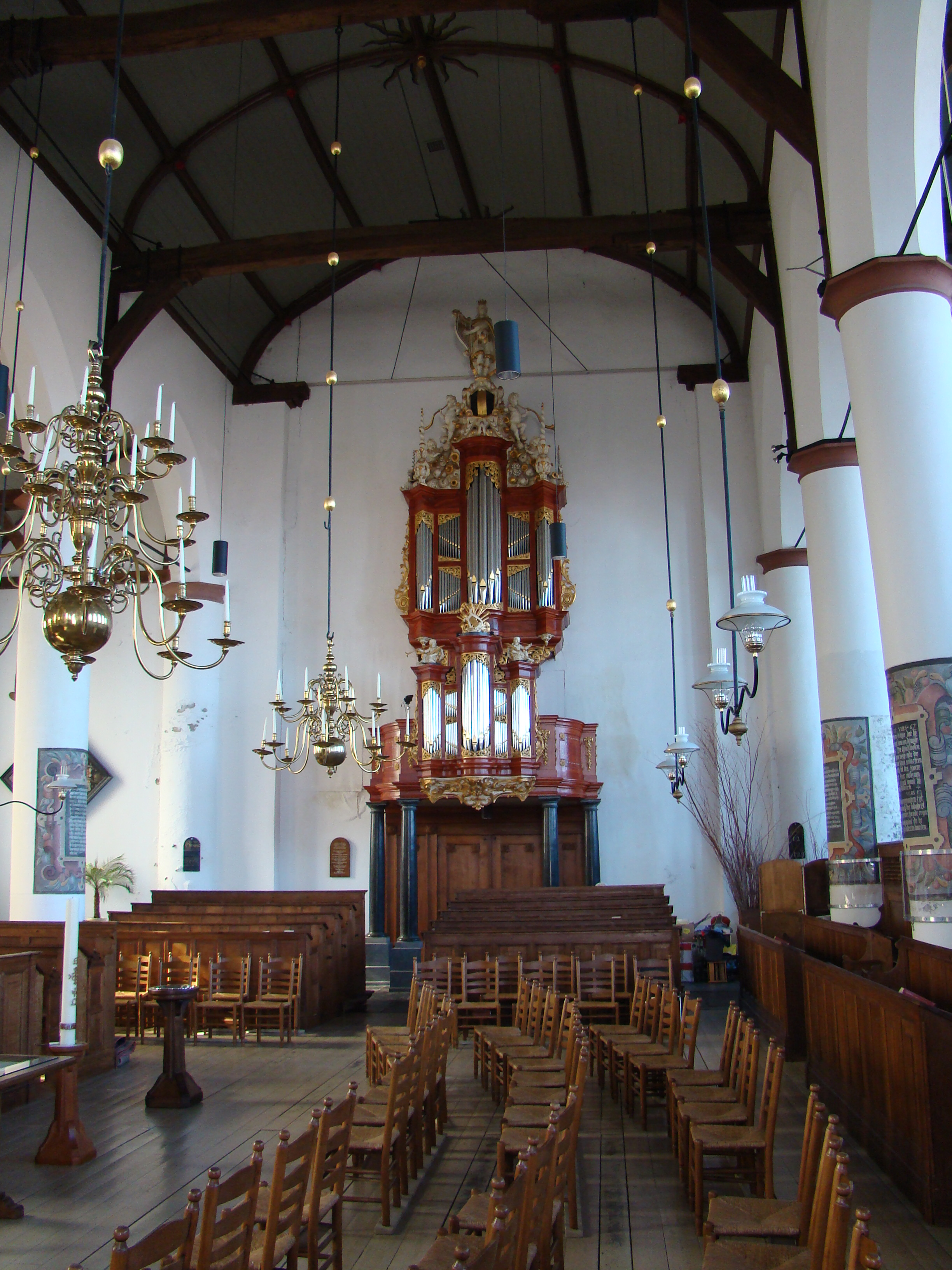
Interieur Grote of Sint Bonifaciuskerk

- Klokkentoren: 70 meter
- hoogte kerk: 20 meter
- lengte kerk: 50 meter

## Interieur

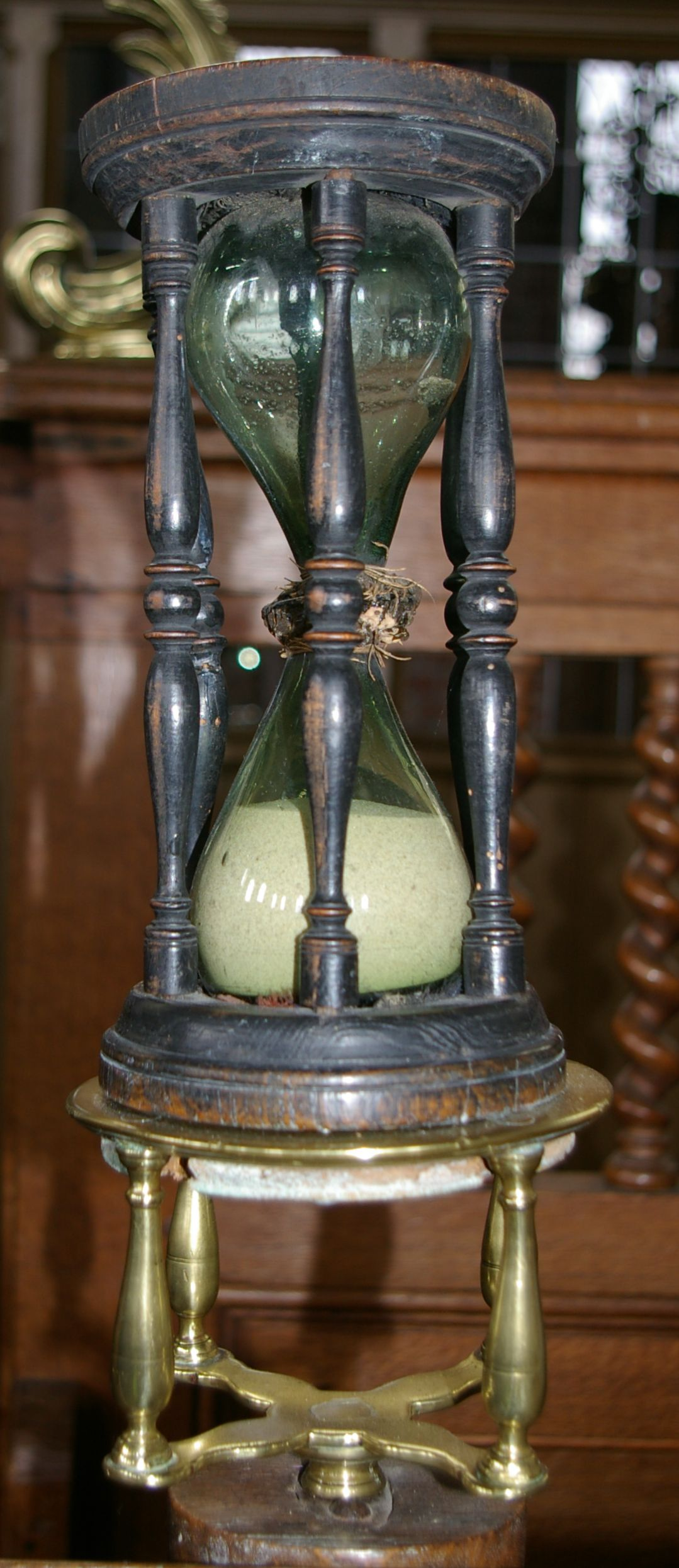
Zandloper

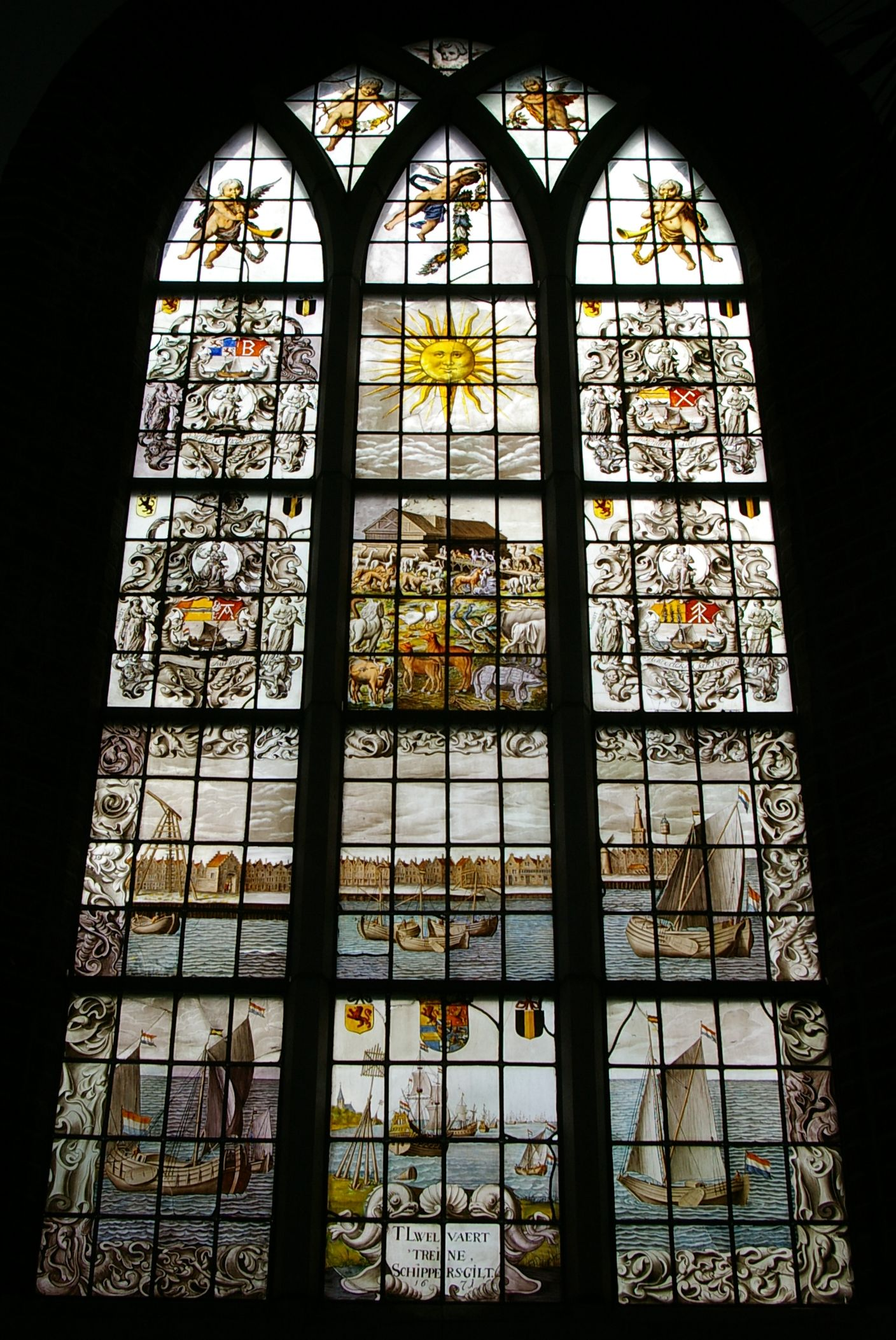
Gebrandschilderd raam, in 1671 geschonken door het Rijnschippersgilde

Van de zes gebrandschilderde ramen in de zuidbeuk is de meest oostelijke in 1670 geschonken door de stad Monnickendam. Een ander raam, dat de Ark van Noach afbeeldt met daaronder de Oosterhaven en Sint-Bonifaciustoren in Medemblik is in 1671 geschonken door het Rijnschippersgilde.
In de kerk staat ook een zandloper, die aangaf aan hoelang de dominee mocht preken. Verder hangen er geelkoperen luchtkronen met kaarsen, die dateren uit 1591 en 1571. Ook bevindt zich in de kerk de grafsteen van de Schotse Lord George Murray. Het graf zelf ligt achter de kerk en is daar middels een eenvoudigere zerk gemarkeerd. De luchtbalken zijn uit 1572.

## Orgel
Het orgel is in 1671 oorspronkelijk gebouwd door Pieter Backer, die tevens organist was in de kerk. Bij de bouw gebruikte hij onderdelen uit het vorige orgel. Het orgel werd opgesteld tegen de noordmuur' van de kerk. In 1785 werd het rugpositief vernieuwd door Christoffel Bätz. Het oude rugwerk was door ouderdom en slijtage onbruikbaar geworden. Rond 1860 werd de kerk aan de Oostkant zo'n 20 meter ingekort. In 1863 werd het orgel verplaatst naar de westmuur aan, en deels in de toren. Nadat het orgel beschadigd werd door vallend puin van de toren (door blikseminslag in 1861) heeft de orgelmaker Van Dam de schade hersteld. Tevens bracht hij een (klein) aantal wijzigingen aan in de dispositie en stemde het orgel in evenredig zwevende temperatuur. De restauratie van 1994 en 2000 had ten doel het orgel in de opzet van 1863 te herstellen, met uitzondering van het borstwerk, dat naar de toestand van 1671 werd teruggebracht. In 1908 was de kleur van het orgel 'ge-eikenhout' in een matige kwaliteit. Schildersbedrijf Polman uit Hoorn gaf het orgel weer haar fraaie mahoniehouten uiterlijk terug zoals dat in 1785 moet zijn aangebracht. De klank van dit orgel is wijd en zijd bekend, onder meer door een uit perenhout gedraaide regaal op het borstwerk. Op een oude foto in een Engels reisverslag uit het einde van de 19e eeuw is te zien dat er achter het orgel een gedrapeerd nep gordijn op de muur was geschilderd. Deze beschildering is echter nog niet hersteld.

## Toren

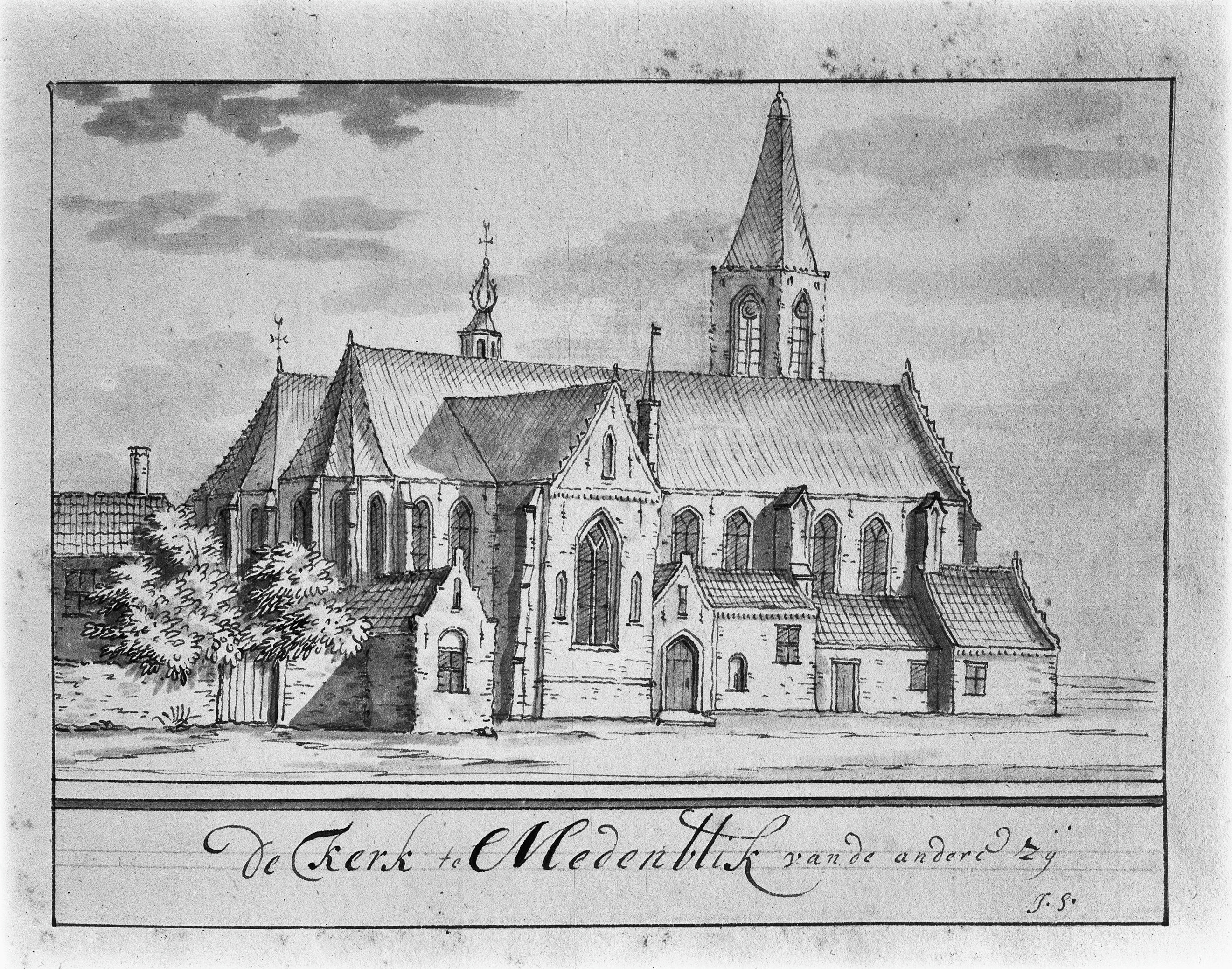
Kerk en toren vanuit het noorden met oude spits en dakruiter

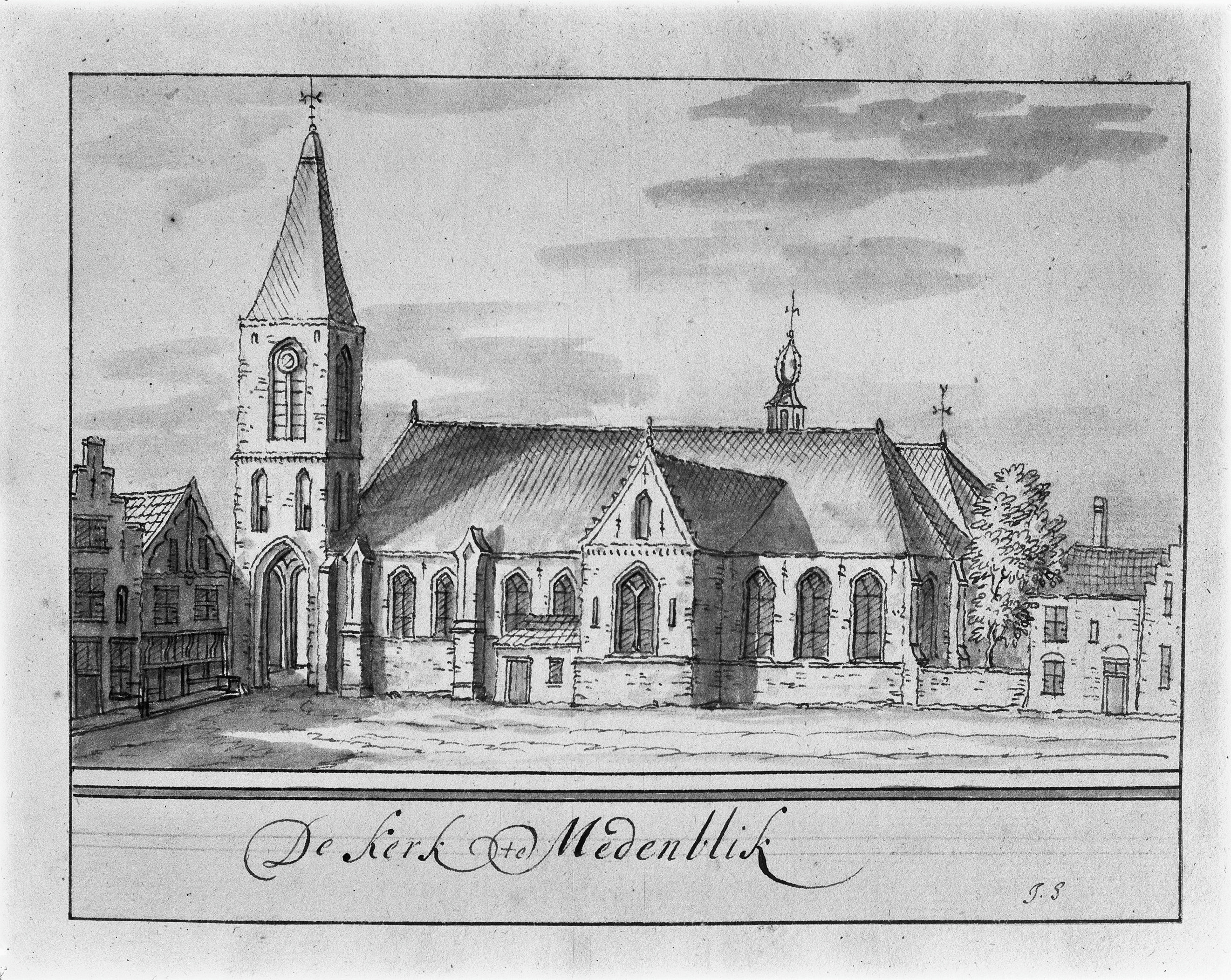
Kerk met dakruiter en toren met oude spits vanuit het zuiden

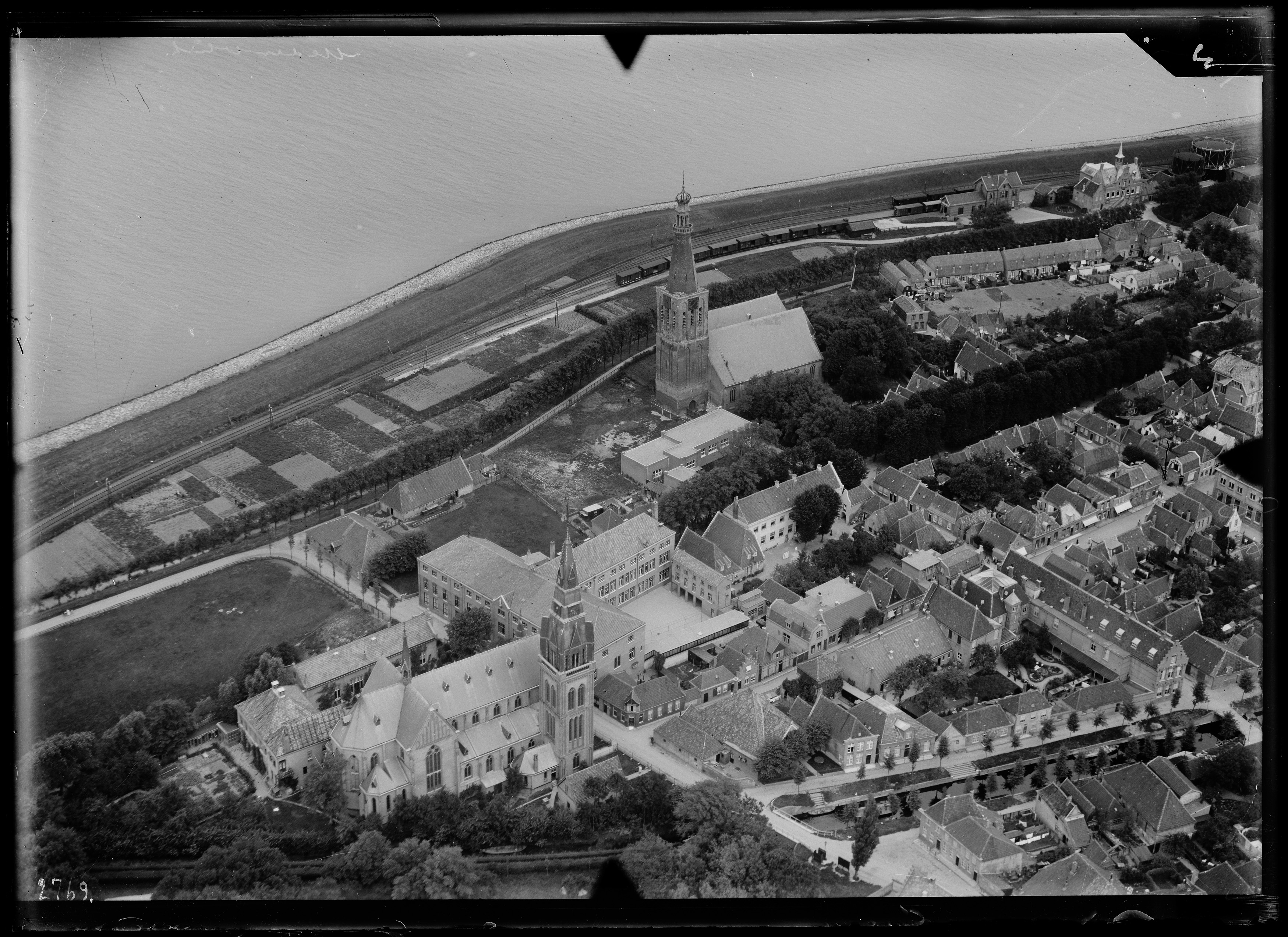
Luchtfoto van Medemblik (periode 1920-1940), met in het midden de Bonifaciuskerk.

De toren is ouder dan de kerk en zit weliswaar aan de kerk vast, maar is eigendom van de burgerlijke gemeente Medemblik. De muren zijn twee meter dik en de toren is 70,99 meter hoog. De open gewerkte appel is de tweede bekroning van de toren uit 1667. De oude spits verdween in een storm in 1656 mede door de bouwvalligheid er van. Die eerste bekroning was dus een stompe toren met een spits. Door verwaarlozing in de 19e eeuw werd de toren bouwvallig. In 1855 werd er zelfs gesproken over sloop van de toren. De toren stortte uiteindelijk voor een deel in en de stenen werden verkocht aan boeren. Tijdens de herbouw stortte de steiger in en er kwamen vijf mensen om. In 1900 was de herbouw klaar en werd de haan geplaatst. De toren is sinds de tweede helft van de twintigste eeuw gaan scheefzakken in noordoostelijke richting, daar waar zich de Wieringermeer polder bevindt. De drooglegging van de Zuiderzee en daardoor de verandering van de grondwaterstand, is naar alle waarschijnlijkheid de oorzaak van dit verschijnsel.

## Voorslag
Tot 1998 was er nooit een klokkenspel in een toren in Medemblik. Het huidige hangt in de lantaarn bovenin en bestaat uit 14 klokken. Het is een zogenoemde wekkering, een door een computer automatisch spelende voorslag, die de uurslag aankondigt. De klokjes werden vervaardigd bij Petit & Fritsen in Aarle-Rixtel in 1998.

## Luidklokken
In de toren hangen naast de voorslag uit 1998 drie eeuwenoude zware luidklokken.
De zwaarste is de A0 van 4239 kg, met een doorsnee van 1876 mm, vervaardigd in 1649 in Zutphen door Pieter en François Hemony. Het randschrift luidt: Extensis urbis Medemlecae moeniis civiumque accrescente frequentia ex decreto magistratus. anno domini MDCXLIX in hanc formam me redegunt F. et P. Hemony Zutphaniae.
De tweede klok, de Cis1, is ook vervaardigd in 1649 door Pieter en François Hemony. Zij weegt 2256 kg en heeft een doorsnee van 1503 mm. Het randschrift luidt: Laudate Dominum cymbalis bene sonantibus F. et P. Hemony me fec. Zutphaniae ao 1649. Een van de Hemonyklokken scheurde na 1998 en werd daarna gelast.
De derde klok, de E1 de Sint-Pieter, was de Poortklok, en dateerde oorspronkelijk uit 1406. Zij werd hergoten in 1636 door Everhardus Splinter in de klokkengieterij bij de Noorderpoort in Enkhuizen. De klok weegt 1136 kg, doorsnee 1253 mm en heeft als opschrift: SUNTE PIETER IS MIN NAEM, TOT GODES DIENST BEN ICK BEQUAEM, DEN LEVENDEN ROEP ICK, DEN DODEN OVER LUIDE ICK, ANNO 1636. Aan beide zijden staan afbeeldingen van Sint-Pieter, eronder staat: EVERHARDUS SPLINTER ME FECIT ENCHUSAE.

## Voetnoten en referenties
1. 1 2  https://web.archive.org/web/20130625054203/http://www.bonifaciuskerkmedemblik.nl/historie%20monument.htm
2. ↑  Bonifaciuskerk Medemblik: Historie
3. ↑  Uitgebreide beschrijving van het orgel op orgeldatebase. Gearchiveerd op 6 juni 2023.
4. ↑  Aanwezig in bibliotheek Zuiderzeemuseum
5. ↑  De torenspits zou in 1667 zijn ontworpen door Hendrick de Keyser die met het ontwerp een wedstrijd won voor een nieuwe bekroning van de Bonifacius toren. Dit kan niet waar zijn want H. de K. was al in 1621 overleden.